# کریستوفر دویل
کریستوفر دویل (انگلیسی: Christopher Doyle؛ زادهٔ ۲ مهٔ ۱۹۵۲) کارگردان، فیلم‌بردار و هنرپیشه اهل استرالیا و هنگ کنگ است.
وی همچنین برنده جوایزی همچون جایزه حلقه منتقدان فیلم نیویورک برای بهترین فیلمبرداری، «جایزهٔ وُلکان» در جشنواره فیلم کن، جایزهٔ «اوسلای طلایی» در جشنواره فیلم ونیز، جایزهٔ اسب طلایی (۴ مرتبه)، «جایزهٔ فیلم هنگ کنگ» (۶ مرتبه) و «جایزهٔ آکادمی هنرهای سینمایی و تلویزیونی استرالیا» شده‌است.

## گزیدهٔ آثار
- اقیانوس بهشت (۲۰۱۰)
- نمایش مصائب (۲۰۱۰)
- مرزهای کنترل (۲۰۰۹)
- پارانوئید پارک (۲۰۰۷)
- کنتس سفید (۲۰۰۵)
- ۲۰۴۶ (۲۰۰۴)
- آمریکایی آرام (۲۰۰۲)
- قهرمان (۲۰۰۲)
- در حال و هوای عشق (۲۰۰۰)
- روانی (۱۹۹۸)
- شاد در کنار هم (۱۹۹۷)
- فرشتگان‌سقوط‌کرده (۱۹۹۵)
- چانگ‌کینگ اکسپرس (۱۹۹۴)
- خاکسترهای زمان (۱۹۹۴)
- روزهای وحشی بودن (۱۹۹۰)